# Stěpan Gavrilovič Malygin
Stěpan Gavrilovič Malygin (rusky Степан Гаврилович Малыгин, asi 17. století? – 12. května 1764 Kazaň) byl jeden z prvních ruských průzkumníků Arktidy, námořní důstojník, zeměpisec, mořeplavec a autor první navigační příručky v ruštině. Vedl západní oddělení Velké severní expedice.

## Životopis
Stěpan Malygin pocházel z rodiny drobného šlechtice, není známo kdy a kde se narodil. Některé zdroje uvádí rok 1702, ale tento rok nemůže být považován za správný, protože v roce 1711 nastoupil na moskevskou Školu matematických a navigačních nauk, kam by ho ve věku 9 let nepřijali (děti šlechticů a úředníků přijímali obvykle ve věku 12 let). Následně odešel studovat do Petrohradu na Akademii námořní stráže, kde se stal nejlepším studentem v dosavadních dějinách školy. Akademii dokončil v roce 1717 a v hodnosti mičmana zahájil službu v ruské pobaltské flotile. V následujících letech se plavil na různých lodích v Baltském moři a Barentsově moři. V roce 1721 byl povýšen do hodnosti poručíka.
V roce 1731 předložil Malygin Ruské akademii věd svou práci, první navigační příručku v ruském námořnictvu. Malygin ve své práci podrobně popsal strukturu námořního kompasu a pravidla jeho používání, popsal stupňovitou mřížku zeměkoule, vysvětlil způsoby navigace pomocí plochých a mercatorových map. Připojil samostatné mapy a vysvětlující výkresy. Popsal způsob navigace podle redukčního grafu. Švýcarský matematik Leonhard Euler, člen Akademie věd, příručku zkontroloval a schválil. Akademie věd s nadšením přijala tuto publikaci a v roce 1733 byla příručka vydána tiskem jako oficiální učebnice navigátorů. V roce 1734 byl Malygin jmenován učitelem navigátorů.
V roce 1733 začala pod vedením Vita Beringa tzv. Druhá kamčatská expedice, jejímž hlavním úkolem bylo zmapování celého ruského severního pobřeží od Archangelsku po ústí řeky Anadyr. V roce 1736 Malygin pověřen, aby převzal vedení západního oddělení expedice, protože nebylo jisté, zda jeho předchůdci Stěpan Muravjev a Michail Pavlov zvládnou úkol efektivně dokončit. Obyvatelé Pustozersku, tehdejšího správního centra pečorské oblasti, podávali stížnosti na chování členů západního oddělení expedice, proto Malygin dostal za úkol je prošetřit.
V roce 1736 vyplul spolu s poručíkem Alexejem Ivanovičem Skuratovem na dvou kočích z Chajpudyrského zálivu přes průliv Jugorskij Šar do Karského moře a přezimoval u ústí řeky Kary. V roce 1737 prozkoumal pobřeží Jamalu, proplul průlivem mezi Bílým ostrovem a pevninou (dnešní Malyginův průliv) a sledoval a mapoval široké ústí Obu. O rok později Skuratov proplul touto cestou v opačném směru. Malygin sestavil první přesnou mapu pobřeží mezi Pečorou a Obem.
Po návratu po souši z polárních oblastí do Petrohradu pokračoval od roku 1738 opět ve výuce navigace. V letech 1741–1478 vedl praktický výcvik budoucích navigátorů v Kronštadtu. Během rusko-švédské války (1741–1743) velel Malygin 54dělové válečné lodi. Když se na počátku 50. let jeho zdravotní stav zhoršil, požádal o post na pevnině a stal se vojenským velitelem Rigy. Během sedmileté války měl na starosti z pozice kapitána rižského přístavu zajištění obrany města.
Dne 30. dubna 1762 byl ustaven do funkce vedoucího admirality v Kazani, kde v roce 1764 zemřel.

## Památky
Po Malyginovi je pojmenováno:
- Malyginův průliv mezi poloostrovem Jamal a Bílým ostrovem
- Ledoborec Malygin postavený v roce 1912
- Ledoborec Malygin postavený v roce 1924, který se setkal v roce 1931 na Hookerově ostrově se vzducholodí LZ 127 Graf Zeppelin
- Malyginovi nunataky v Antarktidě
- Mylyginův mys na jihozápadě Bílého ostrova v Karském moři
- Stěpan Malygin výzkumná loď Ruské akademie věd
- několik ulic v Rusku